# Równania Kirchhoffa
Równania Kirchhoffa to równania różniczkowe opisujące stan równowagi statycznej obciążonego pręta zakrzywionego przestrzennie.
Do opisu tego stanu trzeba posłużyć się dwoma układami współrzędnych: nieruchomym kartezjańskim {\displaystyle 0xyz} o wersorach osi {\displaystyle \mathbf {i} ,\,\mathbf {j} ,\,\mathbf {k} } i ruchomym układem Freneta {\displaystyle 0\xi _{1}\xi _{2}\xi _{3}} o wersorach osi {\displaystyle \mathbf {e} _{1},\mathbf {e} _{2},\mathbf {e} _{3}} wyznaczających kierunki prostych: stycznej, normalnej głównej i binormalnej do osi pręta.
Oś pręta jest określona parametrycznie
|  |  | {\displaystyle x_{1}=x_{1}(t),\quad x_{2}=x_{2}(t),\quad x_{3}=x_{3}(t).} |  | (0) |

Rozważać będziemy element pręta o długości {\displaystyle ds,} wycięty z niego dwoma przecięciami {\displaystyle S,\,dS} w punktach {\displaystyle s,\,ds.}
W wyniku tych przecięć powstają cztery przekroje poprzeczne
{\displaystyle S^{(+)},\,S^{(-)},\,dS^{(+)},\,dS^{(-)}.}
Znaki {\displaystyle (+),\,(-)} określają zwroty normalnych zewnętrznych tych przekrojów odniesione do dodatniego zwrotu osi {\displaystyle 0x} określonego wersorem {\displaystyle \mathbf {i} .}
Wersory Freneta i ich pochodne można zapisać następująco
|  |  | {\displaystyle \mathbf {r} =r_{x}\mathbf {i} +r_{y}\mathbf {j} +r_{z}\mathbf {k} ,\quad \mathbf {e} _{1}=\mathbf {r} ^{'},\quad \mathbf {e} _{2}={\frac {1}{\kappa }}\mathbf {e} _{1}^{'},\quad \mathbf {e} _{3}=\mathbf {e} _{1}\times \mathbf {e} _{2},} |  | (1) |

|  |  | {\displaystyle \mathbf {e} _{1}^{'}=\kappa \mathbf {e} _{2},\quad \mathbf {e} _{2}^{'}=-\kappa \mathbf {e} _{1}-\tau \mathbf {e} _{3},\quad \mathbf {e} _{3}^{'}=\tau \mathbf {e} _{2},} |  | (2) |

gdzie:
{\displaystyle \kappa } – jest krzywizną osi łuku,
{\displaystyle \tau } – jego torsją,
a różniczkowanie odbywa się po zmiennej {\displaystyle s.}

## Siły przekrojowe
Redukcja obciążeń zewnętrznych działających na lewo od środka ciężkości przekroju pręta {\displaystyle S^{(-)}} w punkcie jego osi o współrzędnej {\displaystyle s,} daje w wyniku wartości sił przekrojowych w tym przekroju
|  |  | {\displaystyle \mathbf {P} _{s}=\mathbf {P} _{o}+\int _{0}^{s}\!\!\mathbf {q} (\sigma )d\sigma ,} {\displaystyle \mathbf {M} _{s}=\mathbf {M} _{o}+\mathbf {P} _{o}\times (\mathbf {r} _{o}-\mathbf {r} _{s})+\int _{0}^{s}\!\!\mathbf {m} (\sigma )d\sigma +\int _{0}^{s}\!\!\mathbf {q} (\sigma )\times (\mathbf {r} _{\sigma }-\mathbf {r} _{s})d\sigma ,} |  | (3) |

gdzie {\displaystyle \mathbf {P} _{o}} i {\displaystyle \mathbf {M} _{o}} są obciążeniami w przekroju początkowym pręta, dla którego {\displaystyle s=0,} a
|  |  | {\displaystyle \mathbf {q} (\sigma )=q_{1}(\sigma )\mathbf {e} _{1}+q_{2}(\sigma )\mathbf {e} _{2}+q_{3}(\sigma )\mathbf {e} _{3},} {\displaystyle \mathbf {m} (\sigma )=m_{1}(\sigma )\mathbf {e} _{1}+m_{2}(\sigma )\mathbf {e} _{2}+m_{3}(\sigma )\mathbf {e} _{3}} |  | (4) |

są obciążeniami rozłożonymi w sposób ciągły wzdłuż osi.
Wektory {\displaystyle \mathbf {r} _{o}=\mathbf {r} (s=0),\,\mathbf {r} _{\sigma }=r(s=\sigma ),\,\mathbf {r} _{s}=r(s)} są wektorami wodzącymi punktów {\displaystyle 0,L,S} na osi łuku.
Na długości elementu nie występują żadne obciążenia skupione.
W wyniku lewostronnej redukcji obciążeń do środka ciężkości przekroju {\displaystyle dS^{(-)}} otrzymujemy
|  |  | {\displaystyle \mathbf {P} _{s}+d\mathbf {P} _{s}=\mathbf {P} _{s}+\mathbf {q} (s)ds,} {\displaystyle \mathbf {M} _{s}+d\mathbf {M} _{s}=\mathbf {M} _{s}+\mathbf {m} (s)ds+\mathbf {P} _{s}\times d\mathbf {r} ,} |  | (5) |

stąd zaś
|  |  | {\displaystyle \mathbf {P} _{s}^{'}=\mathbf {q} (s),} {\displaystyle \mathbf {M} _{s}^{'}=\mathbf {m} (s)+\mathbf {P} _{s}\times {\tfrac {d\mathbf {r} }{ds}}=\mathbf {m} (s)+\mathbf {P} _{s}\times \mathbf {e} _{1},} {\displaystyle \mathbf {P} _{s}\times \mathbf {e} _{1}=(P_{1}\mathbf {e} _{1}+P_{2}\mathbf {e} _{2}+P_{3}\mathbf {e} _{3})\times \mathbf {e} _{1}=P_{3}\mathbf {e} _{2}-P_{2}\mathbf {e} _{3}.} |  | (6) |

Zdefiniujemy teraz dodatnie siły przekrojowe działające w przekroju {\displaystyle S^{(-)}} o współrzędnej {\displaystyle s} i normalnej zewnętrznej {\displaystyle -\,\mathbf {e} _{1}.} W tym celu napiszemy
|  |  | {\displaystyle \mathbf {P} _{s}=P_{1}\mathbf {e} _{1}+P_{2}\mathbf {e} _{2}+P_{3}\mathbf {e} _{3}=N\mathbf {e} _{1}+Q\mathbf {e} _{2}+T\mathbf {e} _{3},} {\displaystyle \mathbf {M} _{s}=M_{1}\mathbf {e} _{1}+M_{2}\mathbf {e} _{2}+M_{3}\mathbf {e} _{3}=M_{s}\mathbf {e} _{1}+M_{n}\mathbf {e} _{2}+M\mathbf {e} _{3},} |  | (7) |

gdzie:
- {\displaystyle N} – siła podłużna w kierunku osi {\displaystyle 0\xi _{1},}
- {\displaystyle Q} – siła poprzeczna w kierunku osi {\displaystyle 0\xi _{2},}
- {\displaystyle T} – siła poprzeczna w kierunku osi {\displaystyle 0\xi _{3},}
- {\displaystyle M_{s}} – moment skręcający o wektorze w kierunku osi {\displaystyle 0\xi _{1},}
- {\displaystyle M_{n}} – moment zginający o wektorze w kierunku osi {\displaystyle 0\xi _{2},}
- {\displaystyle M} – moment zginający o wektorze w kierunku osi {\displaystyle 0\xi _{3}.}

Korzystając z (7), możemy na podstawie (2) napisać
|  |  | {\displaystyle {\begin{aligned}\mathbf {P} _{s}^{'}&=P_{1}^{'}\mathbf {e} _{1}+P_{2}^{'}\mathbf {e} _{2}+P_{3}^{'}\mathbf {e} _{3}+P_{1}\mathbf {e} _{1}^{'}+P_{2}\mathbf {e} _{2}^{'}+P_{3}\mathbf {e} _{3}^{'}\\[2pt]&=P_{1}^{'}\mathbf {e} _{1}+P_{2}^{'}\mathbf {e} _{2}+P_{3}^{'}\mathbf {e} _{3}+P_{1}(\kappa \mathbf {e} _{2})+P_{2}(-\kappa \mathbf {e} _{1}-\tau \mathbf {e} _{3})+P_{3}(\tau \mathbf {e} _{2})\\[2pt]&=(P_{1}^{'}-\kappa P_{2})\mathbf {e} _{1}+(P_{2}^{'}+\kappa P_{1}+\tau P_{3})\mathbf {e} _{2}+(P_{3}^{'}-\tau P_{2})\mathbf {e} _{3},\end{aligned}}} |  | (8) |

|  |  | {\displaystyle {\begin{aligned}\\[1px]\mathbf {M} _{s}^{'}&=M_{1}^{'}\mathbf {e} _{1}+M_{2}^{'}\mathbf {e} _{2}+M_{3}^{'}\mathbf {e} _{3}+M_{1}\mathbf {e} _{1}^{'}+M_{2}\mathbf {e} _{2}^{'}+M_{3}\mathbf {e} _{3}^{'}\\[2pt]&=M_{1}^{'}\mathbf {e} _{1}+M_{2}^{'}\mathbf {e} _{2}+M_{3}^{'}\mathbf {e} _{3}+M_{1}(\kappa \mathbf {e} _{2})+M_{2}(-\kappa \mathbf {e} _{1}-\tau \mathbf {e} _{3})+M_{3}(\tau \mathbf {e} _{2})\\[2pt]&=(M_{1}^{'}-\kappa M_{2})\mathbf {e} _{1}+(M_{2}^{'}+\kappa M_{1}+\tau M_{3})\mathbf {e} _{2}+(M_{3}^{'}-\tau M_{2})\mathbf {e} _{3}.\end{aligned}}} |  | (9) |

Na podstawie (6) i (7) mamy
|  |  | {\displaystyle \mathbf {P} _{s}^{'}=q_{1}\mathbf {e} _{1}+q_{2}\mathbf {e} _{2}+q_{3}\mathbf {e} _{3},} |  | (10) |

|  |  | {\displaystyle {\begin{aligned}\mathbf {M} _{s}^{'}&=\mathbf {m} (s)-P_{2}\mathbf {e} _{3}+P_{3}\mathbf {e} _{2}\\[2pt]&=m_{1}\mathbf {e} _{1}+m_{2}\mathbf {e} _{2}+m_{3}\mathbf {e} _{3}-P_{2}\mathbf {e} _{3}+P_{3}\mathbf {e} _{2}\\[2pt]&=m_{1}\mathbf {e} _{1}+(m_{2}+P_{3})\mathbf {e} _{2}+(m_{3}-P_{2})\mathbf {e} _{3}.\end{aligned}}} |  | (11) |

Porównując współrzędne wektorów (8)–(11) i uwzględniając (7), otrzymujemy układ równań Kirchhoffa o postaci
|  |  | {\displaystyle {\frac {dN}{ds}}-\kappa Q=q_{1},\quad {\frac {dQ}{ds}}+\kappa N+\tau T=q_{2},\quad {\frac {dT}{ds}}-\tau Q=q_{3},} {\displaystyle {\frac {dM_{s}}{ds}}-\kappa M_{n}=m_{1},\quad {\frac {dM_{n}}{ds}}+\kappa M_{s}+\tau M=m_{2}+T,} {\displaystyle {\frac {dM}{ds}}-\tau M_{n}=m_{3}-Q.} |  | (12) |

Dla pręta płasko zakrzywionego (tzn. gdy {\displaystyle \tau \equiv 0}) ten układ równań przybiera postać
|  |  | {\displaystyle N^{'}-\kappa Q=q_{1},\quad Q^{'}+\kappa N=q_{2},\quad T^{'}=q_{3},} {\displaystyle M_{s}^{'}-\kappa M_{n}=m_{1},\quad M_{n}^{'}+\kappa M_{s}=m_{2}+T,\quad M^{'}=m_{3}-Q.} |  | (13) |

Jeżeli pręt płasko zakrzywiony jest obciążony tylko w płaszczyźnie swojej osi, to {\displaystyle q_{3}=m_{1}=m_{2}=0} i gdy {\displaystyle T=M_{s}=M_{n}=0,} wówczas równania (13) przyjmują postać
{\displaystyle N^{'}-\kappa Q=q_{1},\quad Q^{'}+\kappa N=q_{2},\quad M^{'}=m_{3}-Q.}
Gdy na taki pręt działają tylko obciążenia {\displaystyle q_{3},\,m_{1},\,m_{2}} {\displaystyle (q_{1}=q_{2}=m_{3}=0)} i gdy {\displaystyle N=Q=M=0,} wtedy mamy zamiast (13)
{\displaystyle T^{'}=q_{3},\quad M_{s}^{'}-\kappa M_{n}=m_{1},\quad M_{n}^{'}+\kappa M_{s}=m_{2}+T.}
Dla pręta o stałej krzywiźnie osi (tzn. gdy {\displaystyle \kappa \equiv \mathrm {const} } ) równania (13) dają się rozprzęgnąć do postaci
|  |  | {\displaystyle N^{''}+\kappa ^{2}N=q_{1}^{'}+\kappa q_{2},} {\displaystyle Q^{''}+\kappa ^{2}Q=-\,\kappa q_{1}+q_{2}^{'},} {\displaystyle T^{'}=q_{3},} {\displaystyle M_{s}^{'''}+\kappa ^{2}M_{s}^{'}=m_{1}^{''}+\kappa m_{2}^{'}+\kappa q_{3},} {\displaystyle M_{n}^{''}+\kappa ^{2}M_{n}=-\,\kappa m_{1}+m_{2}^{'}+q_{3},} {\displaystyle M^{'}=m_{3}-Q.} |  | (14) |

W szczególności dla pręta o osi prostoliniowej (tzn. gdy {\displaystyle \kappa \equiv 0}) otrzymujemy
|  |  | {\displaystyle N^{'}=q_{1},\quad Q^{'}=q_{2},\quad T^{'}=q_{3},} {\displaystyle M_{s}^{'}=m_{1},\quad M_{n}^{''}=m_{2}^{'}+q_{3},\quad M^{'}=m_{3}-Q.} |  | (15) |

Pewnego podsumowania wymaga jeszcze kryterium znakowania sił przekrojowych określonych równaniami (12). W tym celu dokonujemy dwu przecięć pręta w punktach o współrzędnych {\displaystyle s} i {\displaystyle s+ds.} Konsekwencją tych przecięć jest powstanie czterech przekrojów poprzecznych:
{\displaystyle S^{(+)},\,S^{(-)},\,dS^{(+)},\,dS^{(-)}.}
Znaki {\displaystyle (+),\,(-)} określają zwroty ich normalnych zewnętrznych odnoszące się do kierunku wersora {\displaystyle \mathbf {e} _{1}.}
Ze środkiem ciężkości {\displaystyle s} przekroju {\displaystyle S^{(-)}} zwiążemy teraz układ współrzędnych {\displaystyle 0\mathbf {e} _{1}\mathbf {e} _{2}\mathbf {e} _{3}.} Siły przekrojowe {\displaystyle N,Q,T,M_{s},M_{n},M} w tym przekroju są dodatnie, gdy działają zgodnie z kierunkami wersorów osi przyjętego układu. Wartości tych sił wynikają z redukcji do punktu {\displaystyle s} wszystkich obciążeń zewnętrznych pręta działających na lewo od jego przekroju {\displaystyle S^{(-)}.}
Wykorzystując oznaczenia (9) i (10), możemy dla przekroju {\displaystyle S^{(-)}} napisać
{\displaystyle \mathbf {F} _{s}=[\mathbf {P} _{s},\mathbf {M} _{s}],}
a dla przekroju {\displaystyle dS^{(-)}}
{\displaystyle \mathbf {F} _{s}+d\mathbf {F} _{s}=[\mathbf {P} _{s}+d\mathbf {P} _{s},\;\mathbf {M} _{s}+d\mathbf {M} _{s}].}
Jeżeli obciążenie zewnętrzne, działające na element {\displaystyle (s,s+ds)} wycięty z rozważanego pręta, oznaczymy przez
{\displaystyle \mathbf {f} (s)=\mathbf {q} (s)+\mathbf {m} (s),}
to z warunku jego równowagi otrzymamy zamiast (12)
{\displaystyle -d\mathbf {F} _{s}+\mathbf {f} (s)ds=0\quad \to \quad {\tfrac {d}{ds}}\mathbf {F} (s)=\mathbf {f} (s).}
Dla prostoliniowego pręta o stałej sztywności giętnej {\displaystyle EI,} poddanemu tylko obciążeniu {\displaystyle q_{2},} mamy zgodnie z teorią Eulera-Bernoulliego
{\displaystyle EIw^{''}(s)=M(s).}
Na podstawie wzorów (15) otrzymuje się
{\displaystyle EIw^{'''}(s)=-Q(s),\quad EIw^{''''}=-\,q_{2}(s).}

## Podsumowanie
Podstawowa trudność w praktycznym zastosowaniu równań Kirchhoffa polega na tym, że wielkości występujące w tych równaniach są funkcjami parametru naturalnego {\displaystyle s} wyrażającego długość rozważanej krzywej. Związek {\displaystyle s(t)} tego parametru ze zmienną {\displaystyle t} stosowaną w zapisie równań o postaci
|  |  | {\displaystyle x=x(t),\quad y=y(t),\quad z=z(t)} |  | (a) |

daje się zapisać w sposób jawny tylko w najprostszych przypadkach takich jak na przykład dla okręgu
{\displaystyle x=r\cos t=r\cos {\tfrac {s}{r}},\quad y=r\sin t=r\sin {\tfrac {s}{r}},\quad \mathbf {s(t)=rt} .}
W ogólnym przypadku długość łuku określona jest całką
|  |  | {\displaystyle s(t)=\int _{0}^{s}\!d\sigma =\int _{0}^{t}\!\!{\sqrt {{\dot {x}}^{2}(\tau )+{\dot {y}}^{2}(\tau )+{\dot {z}}^{2}(\tau )}}\,d\tau ,} |  | (b) |

której obliczenie zazwyczaj stanowi istotny problem.
Dodatkowe utrudnienie wynika z faktu, że wielkości występujące we wzorach (3) są funkcjami zmiennej {\displaystyle s} (a nie {\displaystyle t}!), co wymaga podstawienia zależności {\displaystyle t=t(s)} we wzorach (0). Jawna postać tej zależności występuje niestety tylko dla najprostszych przypadków. Na przykład dla okręgu {\displaystyle t(s)={\tfrac {s}{r}}} lub dla spirali kołowej {\displaystyle t(s)={\tfrac {s}{r}}\cos \varphi .}
Nawet jeżeli całka we wzorze (b) daje się obliczyć, to wyznaczenie zależności odwrotnej {\displaystyle t(s)} może się okazać niewykonalne. Z taką sytuacją mamy do czynienia na przykład dla krzywej w postaci płaskiej paraboli
{\displaystyle x(t)=t,\quad y(t)=t^{2},\quad z(t)=0,}
dla której
|  |  | {\displaystyle ds(t)={\sqrt {1+4t^{2}}}dt,} |  | (c) |

{\displaystyle s(t)=2\!\int _{0}^{t}\!\!{\sqrt {{\tfrac {1}{4}}+\tau ^{2}}}d\tau =t{\sqrt {{\tfrac {1}{4}}+t^{2}}}+{\tfrac {1}{4}}\ln \left(t+{\sqrt {{\tfrac {1}{4}}+t^{2}}}\right)-{\tfrac {1}{4}}\ln({\tfrac {1}{2}}).}
Jak wynika ze wzoru (c) funkcja {\displaystyle s(t)} jest silnie rosnąca i dlatego wiadomo, że istnieje wzajemnie jednoznaczna odpowiedniość pomiędzy wartościami zmiennych {\displaystyle s} i {\displaystyle t.} Jednak nawet dla tego prostego przypadku wyznaczenie jawnej, analitycznej postaci zależności {\displaystyle t(s)} nie jest możliwe.
W przypadku ogólnym, gdy krzywa jest opisana równaniami (a), obliczanie całek
{\displaystyle \int _{0}^{s}\!\!x_{\sigma }d\sigma =\int _{0}^{s}\!\!x[t(\sigma )]d\sigma ,\quad \int _{0}^{s}\!\!y_{\sigma }d\sigma =\int _{0}^{s}\!\!y[t(\sigma )]d\sigma ,\quad \int _{0}^{s}\!\!z_{\sigma }d\sigma =\int _{0}^{s}\!\!z[t(\sigma )]d\sigma ,}
występujących we wzorach (3) wymaga zastosowania numerycznych metod całkowania. Wymaga to podzielenia przedziału całkowania {\displaystyle (0,\,s)} na {\displaystyle n} podprzedziałów i obliczenia rzędnych {\displaystyle x_{i},\,y_{i},\,z_{i}} funkcji całkowanych, w węzłach podziałowych {\displaystyle s_{i}.} I tu również pojawia się problem bo obliczenie tych rzędnych wymaga {\displaystyle n+1} krotnego, numerycznego rozwiązywania równań {\displaystyle s(t)=s_{i}} w celu wyznaczenia rzędnych {\displaystyle t_{i}(s_{i}).}

## Przykłady
1. Spirala kołowa prawoskrętna wokoło osi {\displaystyle 0z.}

Obliczymy siły przekrojowe w pręcie o osi opisanej parametrycznie
{\displaystyle x(t)=r\cos t,\quad y(t)=r\sin t,\quad z(t)={\tfrac {hr}{2\pi }}t,}
względem osi kartezjańskiego układu współrzędnych {\displaystyle 0xyz.} Wersory tych osi oznaczymy przez {\displaystyle \mathbf {i} ,\,\mathbf {j} ,\,\mathbf {k} .}
Oś pręta jest linią śrubową, czyli spiralą nawiniętą na walec kołowy o promieniu {\displaystyle r.} Skok spirali wynosi {\displaystyle hr.}
Siły wyznaczymy jako funkcje zmiennej {\displaystyle s} liczonej wzdłuż osi pręta od jego lewego końca w punkcie {\displaystyle s=0} o współrzędnych {\displaystyle (r,\,0,\,0).}
Założymy, że pręt jest całkowicie utwierdzony w przekroju o współrzędnej {\displaystyle s=r{\sqrt {4\pi ^{2}+h^{2}}}\;\;(t=2\pi )} i zupełnie swobodny w przekroju o współrzędnej {\displaystyle s=0.}
Pręt jest obciążony siłą skupioną {\displaystyle \mathbf {P} =-P\mathbf {k} } w przekroju {\displaystyle s=0} i równomiernie rozłożonym ciężarem własnym {\displaystyle \mathbf {q} (s)=-q\mathbf {k} } liczonym na jednostkę długości osi pręta.
Wyznaczenie sił przekrojowych dla punktu {\displaystyle s} wymaga wprowadzenia w tym punkcie układu współrzędnych Freneta {\displaystyle 0\mathbf {e} _{1}\mathbf {e} _{2}\mathbf {e} _{3}.} Wersory tego układu mają w układzie {\displaystyle 0xyz} następujące współrzędne
{\displaystyle \mathbf {e} _{1}=(-\cos \varphi \sin t,\;\cos \varphi \cos t,\;\sin \varphi ),}
{\displaystyle \mathbf {e} _{2}=(-\cos t,\;-\sin t,\;0),}
{\displaystyle \mathbf {e} _{3}=(\sin \varphi \sin t,\;-\sin \varphi \cos t,\;\cos \varphi ),}
gdzie {\displaystyle \varphi } jest kątem nachylenia stycznej do osi pręta względem płaszczyzny {\displaystyle 0xy.}
Wartości sił w przekroju {\displaystyle S^{(-)}} o współrzędnej {\displaystyle s} oblicza się ze wzorów
{\displaystyle P_{x}=0,\quad P_{y}=0,\quad P_{z}=-P-\int _{0}^{s}qd\sigma =-(P+qs),}
{\displaystyle P_{1}=N=P_{z}\mathbf {k} \mathbf {e} _{1}=-(P+qs)\sin \varphi ,}
{\displaystyle P_{2}=Q=P_{z}\mathbf {k} \mathbf {e} _{2}=0,}
{\displaystyle P_{3}=T=P_{z}\mathbf {k} \mathbf {e} _{3}=-(P+qs)\cos \varphi .}
{\displaystyle M_{x}=Py_{s}+\int _{0}^{s}qy_{\sigma }d\sigma =Pr\sin \alpha s+{\tfrac {qr}{\alpha }}(1-\cos \alpha s),}
{\displaystyle \alpha ={\tfrac {\cos \varphi }{r}},\quad \mathbf {\alpha s=t} ,\quad x_{s}=r\cos \alpha s,\quad y_{s}=r\sin \alpha s,\quad \sigma \in [0,s],}
{\displaystyle M_{y}=P(r-x_{s})+\int _{0}^{s}q(x_{\sigma }-x_{s})d\sigma =Pr(1-\cos \alpha s)+}
{\displaystyle {}\qquad +q\int _{0}^{s}x_{\sigma }d\sigma -qx_{s}\int _{0}^{s}d\sigma =Pr(1-\cos \alpha s)+{\tfrac {qr}{\alpha }}\sin \alpha s-qrs\cos \alpha s,}
{\displaystyle M_{z}=0,}
{\displaystyle {\begin{aligned}\mathbf {M} _{s}&=M_{x}\mathbf {i} +M_{y}\mathbf {j} +M_{z}\mathbf {k} \\[2pt]&=M_{1}\mathbf {e} _{1}+M_{2}\mathbf {e} _{2}+M_{3}\mathbf {e} _{3},\end{aligned}}}
{\displaystyle {\begin{aligned}M_{1}&=M_{s}=M_{x}\mathbf {i} \mathbf {e} _{1}+M_{y}\mathbf {j} \mathbf {e} _{1}+M_{z}\mathbf {k} \mathbf {e} _{1}\\[2pt]&=(-\cos \varphi \sin \alpha s)M_{x}+(\cos \varphi \cos \alpha s)M_{y},\end{aligned}}}
{\displaystyle {\begin{aligned}M_{2}&=M_{n}=M_{x}\mathbf {i} \mathbf {e} _{2}+M_{y}\mathbf {j} \mathbf {e} _{2}+M_{z}\mathbf {k} \mathbf {e} _{2}\\[2pt]&=-\cos \alpha s\,M_{x}-\sin \alpha s\,M_{y},\end{aligned}}}
{\displaystyle {\begin{aligned}M_{3}&=M=M_{x}\mathbf {i} \mathbf {e} _{3}+M_{y}\mathbf {j} \mathbf {e} _{3}+M_{z}\mathbf {k} \mathbf {e} _{3}\\[2pt]&=(\sin \varphi \sin \alpha s)M_{x}+(-\sin \varphi \cos \alpha s)M_{y}.\end{aligned}}}
2. Lewoskrętna spirala kołowa na walcu o osi {\displaystyle 0y.}
{\displaystyle x(t)=r\cos t,\quad y(t)={\tfrac {hr}{2\pi }}t,\quad z(t)=r\sin t,}
{\displaystyle {\dot {x}}(t)=-r\sin t,\quad {\dot {y}}(t)={\tfrac {hr}{2\pi }},\quad {\dot {z}}(t)=r\cos t,}
{\displaystyle ds={\sqrt {{\dot {x}}^{2}+{\dot {y}}^{2}+{\dot {z}}^{2}}}=r\kappa dt,}
{\displaystyle \kappa ={\sqrt {1+{\tfrac {h^{2}}{4\pi ^{2}}}}},\quad {\tfrac {1}{\kappa }}=\cos \varphi ,\quad {\tfrac {h}{2\pi \kappa }}=\sin \varphi ,}
gdzie {\displaystyle \varphi } jest kątem nachylenia stycznej do osi pręta do płaszczyzny {\displaystyle 0zx,}
{\displaystyle x^{'}(s)=-\cos \varphi \sin t,\quad y^{'}(s)=\sin \varphi ,\quad \cos \varphi \cos t,}
{\displaystyle \mathbf {e} _{1}=(-\cos \varphi \sin t,\;\sin \varphi ,\;\cos \varphi \cos t),}
{\displaystyle x^{''}(s)=-{\tfrac {1}{\rho }}\cos t,\quad y^{''}(s)=0,\quad z^{''}(s)=-{\tfrac {1}{\rho }}\sin t,\quad \rho ={\tfrac {r}{\cos ^{2}\varphi }},}
{\displaystyle \mathbf {e} _{2}=(-\cos t,\;0,\;-\sin t),}
{\displaystyle \mathbf {e} _{3}=\mathbf {e} _{1}\times \mathbf {e} _{2}=(-\sin \varphi \sin t,\;-\cos \varphi ,\;\sin \varphi \cos t).}
Obciążeniem pręta jest jego ciężar własny {\displaystyle \mathbf {q} =-q\mathbf {k} .} Pręt jest w pełni zamocowany w przekroju końcowym.
Siły przekrojowe oblicza się z następujących wzorów:
{\displaystyle \mathbf {P} _{s}=P_{x}\mathbf {i} +P_{y}\mathbf {j} +P_{z}\mathbf {k} =-\int _{0}^{s}q\mathbf {k} d\sigma =-qs\mathbf {k} ,}
{\displaystyle {\begin{aligned}\mathbf {M} _{s}&=-\int _{0}^{s}q\mathbf {k} \times (\mathbf {r} _{\sigma }-\mathbf {r} _{s})d\sigma =-q\int _{0}^{s}{\begin{vmatrix}\mathbf {i} &\mathbf {j} &\mathbf {k} \\[1ex]0&0&1\\x_{\sigma }-x_{s}&y_{\sigma }-y_{s}&z_{\sigma }-z_{s}\end{vmatrix}}d\sigma \\[1ex]&=-q\int _{0}^{s}\left[-(y_{\sigma }-y_{s})\mathbf {i} +(x_{\sigma }-x_{s})\mathbf {j} \right]d\sigma \\[1ex]&=-q\left[(-\int _{0}^{s}y_{\sigma }d\sigma +\int _{0}^{s}y_{s}d\sigma )\mathbf {i} +(\int _{0}^{s}x_{\sigma }d\sigma -\int _{0}^{s}x_{s}d\sigma )\mathbf {j} \right]\\[1ex]&=-qrs\left[{\tfrac {h\alpha s}{4\pi }}\mathbf {i} +({\tfrac {1}{\alpha s}}\sin \alpha s-\cos \alpha s)\mathbf {j} \right]=M_{x}\mathbf {i} +M_{y}\mathbf {j} +0\mathbf {k} ,\end{aligned}}}
gdzie:
{\displaystyle \alpha ={\tfrac {\cos \varphi }{r}},\quad \mathbf {\alpha s=t} ,\quad x_{s}=x(s)=r\cos \alpha s,\quad y_{s}=y(s)={\tfrac {hr}{2\pi }}\alpha s,}
{\displaystyle M_{i}=\mathbf {M} _{s}\mathbf {e} _{i}=M_{x}\mathbf {i} \mathbf {e} _{i}+M_{y}\mathbf {j} \mathbf {e} _{i},\quad i=1,2,3,}
{\displaystyle M_{1}=M_{x}(-\cos \varphi \sin t)+M_{y}(\sin \varphi ),}
{\displaystyle M_{2}=M_{x}(-\cos t),}
{\displaystyle M_{3}=M_{x}(-\sin \varphi \sin t)+M_{y}(-\cos \varphi ).}
3. Okrąg na płaszczyźnie o normalnej {\displaystyle \mathbf {b} =(0,-\sin \alpha ,\,\cos \alpha ).}
Oś pręta jest opisana parametrycznie
{\displaystyle x(t)=r\cos t,\quad y(t)=r\cos \alpha \sin t,\quad z(t)=r\sin \alpha \sin t}
względem układu współrzędnych {\displaystyle 0xyz.}
Współrzędne wersorów osi układu Freneta mają współrzędne
{\displaystyle \mathbf {e} _{1}=(-\sin t,\,\cos \alpha \cos t,\,\sin \alpha \cos t),}
{\displaystyle \mathbf {e} _{2}=(-\cos t,\,-\cos \alpha \sin t,\,-\sin \alpha \sin t),}
{\displaystyle \mathbf {e} _{3}=\mathbf {e} _{1}\times \mathbf {e} _{2}=(0,\,-\sin \alpha ,\,\cos \alpha ).}
Pręt jest przecięty w punkcie początkowym o współrzędnej {\displaystyle t=0} i jest w pełni utwierdzony w punkcie końcowym przy {\displaystyle t=2\pi .} Przekrój początkowy {\displaystyle S^{(-)}} jest swobodny i obciążony skupionym momentem skręcającym {\displaystyle \mathbf {M} =M\mathbf {j} .}
Siły przekrojowe mają wartości
{\displaystyle P_{1}=P_{2}=P_{3}=0,}
{\displaystyle M_{x}=0,\;M_{y}=M,\;M_{z}=0,}
{\displaystyle \mathbf {M} _{s}=M_{x}\mathbf {i} +M_{y}\mathbf {j} +M_{z}\mathbf {k} =M_{1}\mathbf {e} _{1}+M_{2}\mathbf {e} _{2}+M_{3}\mathbf {e} _{3},}
{\displaystyle M_{1}=M_{x}\mathbf {i} \mathbf {e} _{1}+M_{y}\mathbf {j} \mathbf {e} _{1}+M_{z}\mathbf {k} \mathbf {e} _{1}=M\cos \alpha \cos t,}
{\displaystyle M_{2}=M_{x}\mathbf {i} \mathbf {e} _{2}+M_{y}\mathbf {j} \mathbf {e} _{2}+M_{z}\mathbf {k} \mathbf {e} _{2}=-M\cos \alpha \sin t,}
{\displaystyle M_{3}=M_{x}\mathbf {i} \mathbf {e} _{3}+M_{y}\mathbf {j} \mathbf {e} _{3}+M_{z}\mathbf {k} \mathbf {e} _{3}=-M\sin \alpha .}